# Christian Joseph Berres

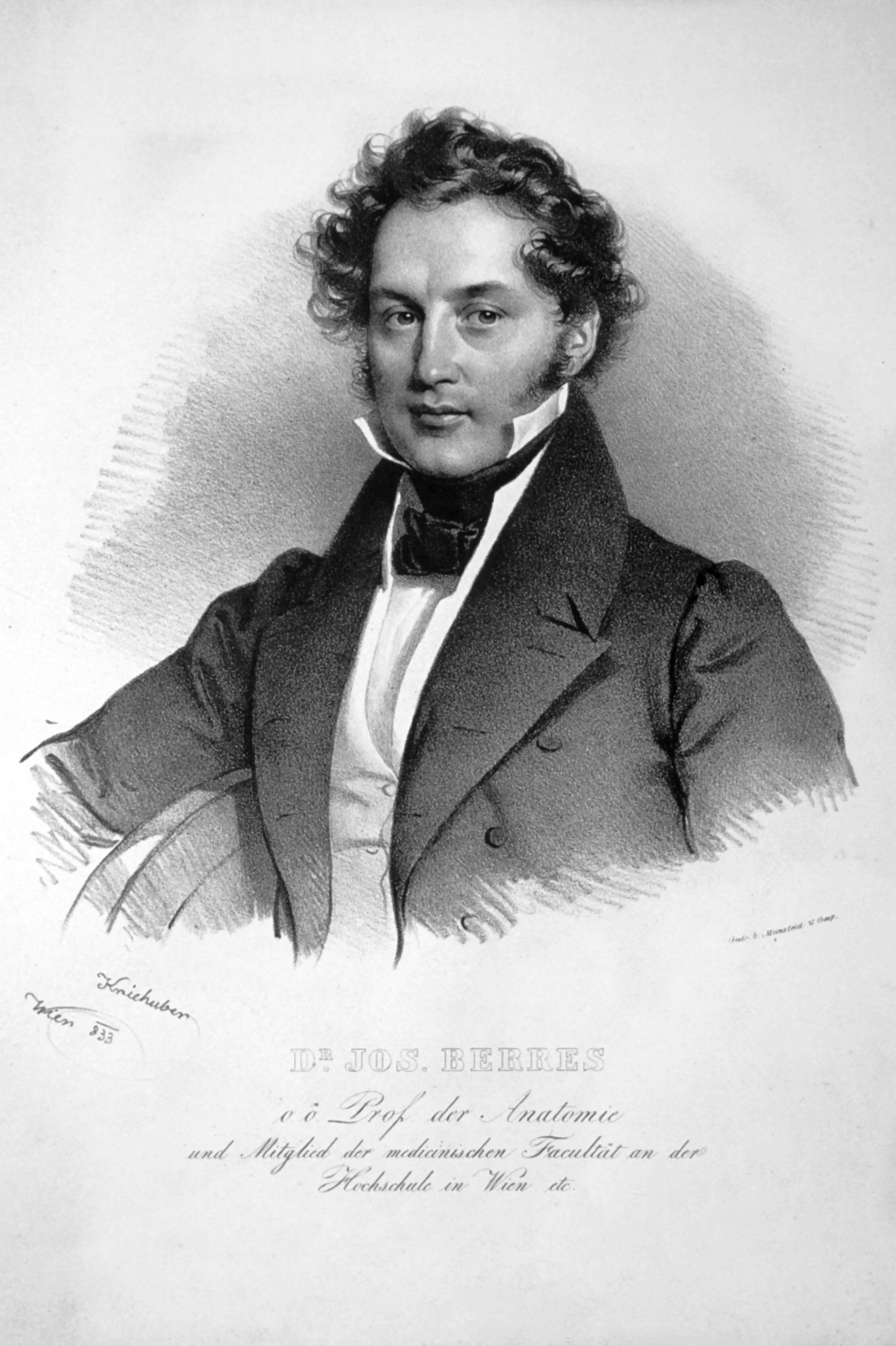
Christian Joseph Berres en una litografía de Josef Kriehuber de 1833.

Christian Joseph Berres (18 de marzo de 1796, Göding - 24 de diciembre de 1844, Viena) fue un anatomista austriaco.
Estudió cirugía en Viena y poco después se desempeñó como profesor de anatomía en Lemberg. En 1831 fue nombrado profesor de anatomía en la Universidad de Viena.
Conocido por su trabajo en anatomía microscópica, Berres fue un pionero de la fotomicrografía, generandode microfotografías mediante daguerrotipo ya en 1839.

## Publicaciones
- "Praktische Erfahrungen über die Natur der Cólera en derselben Lemberg und Behandlungsart de 1831" - La experiencia práctica de la naturaleza del cólera en Lviv y su tratamiento asociado.
- "Anthropotomie; oder, Lehre von dem Baue des menschlichen Körpers, 1835/41 - anthropotomy", instrucción sobre la estructura del cuerpo humano.
- "Anatomie der mikroskopischen Gebilde des menschlichen Körpers: Anatomia partium microscopica ron corporis humani", desde 1836 hasta 1842 - La anatomía de las estructuras microscópicas en los seres humanos.
- "Anatomia microscopica corporis humani", 1837[3]